# Nørrebro (Copenhague)

Nørrebro ve desde uno de los lagos (Søerne) que separan la zona del centro de la ciudad..

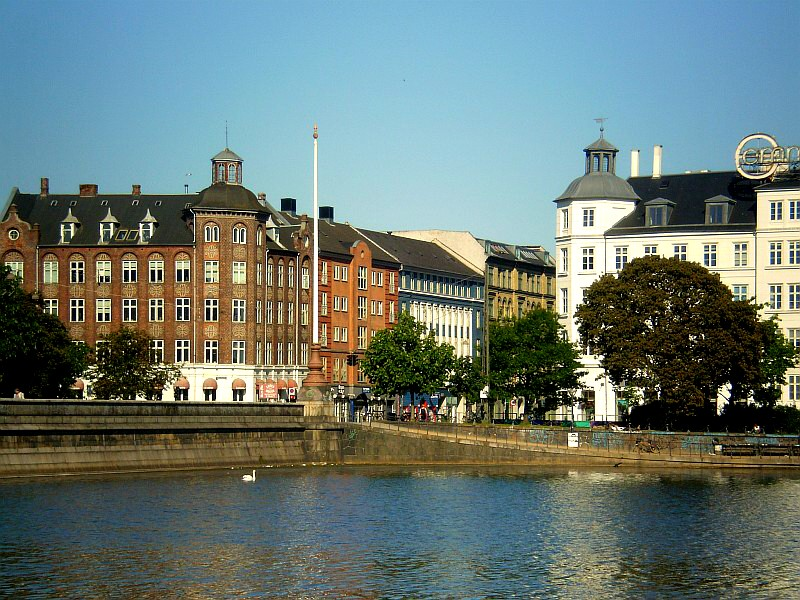
Donde empieza Nørrebro.

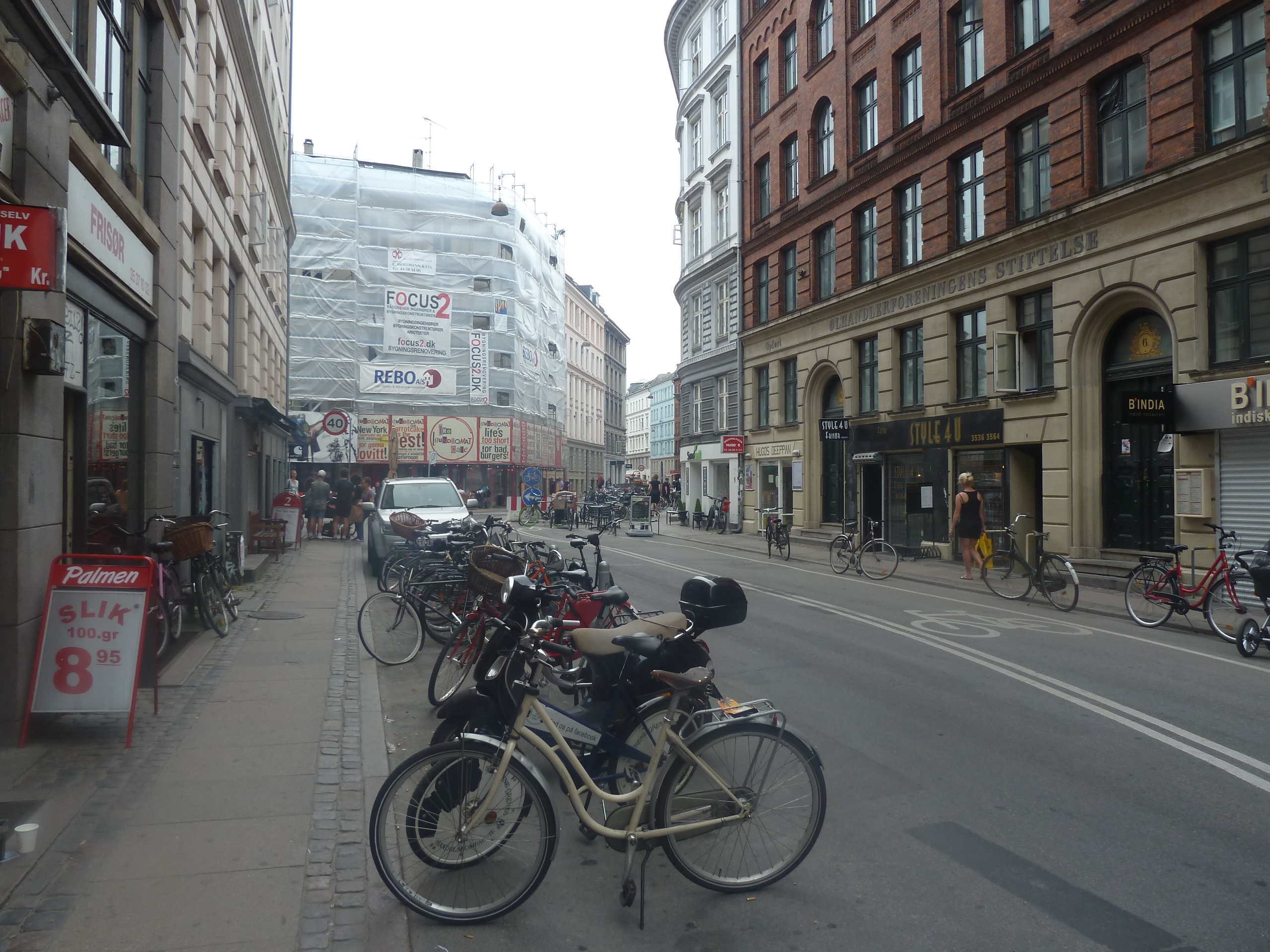
Elmegade, Nørrebro.

Nørrebro es uno de los 10 distritos oficiales de Copenhague, la capital de Dinamarca. Se encuentra ubicado al noroeste del centro de la ciudad, en el lugar donde antiguamente estaba la Puerta Norte (Nørreport), que fue desmantelada en 1856, y estaba cerca de la actual estación Nørreport.
Hoy en día es conocido por ser un área cosmopolita y de una cultura variada y pintoresca. Como todos los barrios que rodean el centro de la ciudad, comienza en los llamados lagos, pero al llegar a su calle principal, uno se da cuenta de que ha entrado en un ambiente completamente distinto de lo que se espera de Copenhague, ya que la mayor parte de los habitantes son estudiantes, artistas y personas de distintas etnias. En los últimos 15 años muchas partes de Nørrebro han desarrollado una vida cultural muy variada, con muchos cafés, tiendas y restaurantes, así como también con un sinfín de comedores de shawarma y kebab, tiendas de frutas, especias y carnicerías halal. La calle principal del barrio se llama Nørrebrogade (que es el eje que recorre el barrio de norte a sur, y en ella se puede encontrar mucha vida comercial) y discurre desde los lagos hasta la estación del S-Tog de Nørrebro. Alrededor de los lagos de Nørrebro siempre hay personas que corren o gente que camina con perros o carritos de niños. El barrio tiene un ambiente especial al que no se puede permanecer indiferente: o gusta, o se odia. Hay daneses que consideran que es una zona poco segura y que los extranjeros casi la han invadido, mientras que otros valoran mucho el ambiente internacional y lo visitan frecuentemente para comprar o, simplemente, para dar una vuelta.
En el cementerio Assistens Kirkegaard se puede encontrar con las tumbas de algunos personajes históricos daneses como, por ejemplo, Hans Christian Andersen; el cementerio se encuentra en una de las áreas verdes del barrio y es un importante pulmón del distrito de Indre Nørrebro. Es un cementerio situado en la esquina de Nørrebrogade y Jagtvej, que cruza el barrio de este a oeste. Los cementerios daneses están estructurados de manera que muchos de ellos parecen más un parque que otra cosa, por lo que es bastante agradable pasear por ellos. Nørrebro Teater (Teatro Nørrebro) es un teatro famoso en Dinamarca que ofrece diferentes tipos de entretenimiento.

## Historia
Antes de 1852, Nørrebro estaba en el campo. Cuando la ciudad decidió abandonar la línea de demarcación en 1852, que anteriormente había mantenido la ciudad dentro de límites geográficos muy limitados, se produjo un boom de construcción en Nørrebro. Nørrebro se convirtió en el hogar de miles de nuevos trabajadores, que iban a la ciudad a buscar fortuna.